# فرودگاه کمووسکو پولی
فرودگاه کمووسکو پولی (به انگلیسی: Ćemovsko Polje Airport) (به زبان بومی: Aerodrom Ćemovsko Polje) یک فرودگاه با کد یاتا --- است که یک باند فرود سنگفرش آسفالت دارد و طول باند آن ۸۰۰ متر است. این فرودگاه در شهر پودگوریتسا کشور مونته‌نگرو قرار دارد و در ارتفاع ۶۰ متری از سطح دریا واقع شده‌است.